# Ballwin
Ballwin ist eine Stadt im St. Louis County im US-amerikanischen Bundesstaat Missouri. Das U.S. Census Bureau hat bei der Volkszählung 2020 eine Einwohnerzahl von 31.103 ermittelt. 

## Geographie
Ballwin liegt auf 38° 35′ 41″ nördlicher Breite und 90° 32′ 54″ westlicher Länge. Das Zentrum der Großstadt St. Louis befindet sich 25 Kilometer entfernt im Osten. Die Autobahnen Interstate 44 und Interstate 64 verlaufen nur wenige Kilometer von der Stadt entfernt.

## Geschichte
Um 1797 oder 1798 kam der von irischen Vorfahren abstammende John Ball in die Gegend und kaufte dort Land. Da zu diesem Zeitpunkt noch spanisches Landrecht anzuwenden war, dauerte es einige Jahre, bis die Besitzverhältnisse zu seinen Gunsten entschieden wurden. Nachdem sich im Jahre 1826 Jefferson City als neuer Verwaltungssitz des Staates Missouri etabliert hatte, wurde von dort eine Hauptverkehrsstraße nach St. Louis angelegt, die direkt am Landbesitz von John Ball vorbeiführte. Daraufhin gründete er die Stadt „Ballshow“, die er aber kurz danach bereits in „Ballwin“ umbenannte. Überlieferten Erzählungen zufolge basierte die Namensänderung auf der Rivalität mit dem benachbarten Manchester. John Ball glaubte, gegenüber der Konkurrenzstadt in Bezug auf Wachstum und Ansehen in der Zukunft zu gewinnen (engl. win), weshalb er das „win“ seinem Namen anfügte. Tatsächlich wuchs die Stadt stetig und ist heute eine beliebte Wohngegend mit über 30.000 Einwohnern.

## Demografische Daten
Im Jahre 2010 wurde eine Einwohnerzahl von 30.404 Personen ermittelt, was einen Rückgang um 2,8 % gegenüber dem Jahre 2000 bedeutet. Das Durchschnittsalter der Einwohner betrug 2010 41,2 Jahre.
Die Vorfahren der heutigen Bewohner der Stadt gehen zu 39,7 % auf Einwanderer aus Deutschland zurück, 21,3 % kamen aus Irland, 13 % aus England, 7,7 % aus Italien, 5 % aus den Vereinigten Staaten und 4,4 % aus Polen. Aus diversen weiteren Ländern stammten insgesamt weitere 8,9 % ab.